# 造橋列車追撞事故
臺鐵造橋火車邊撞事故是一起1991年11月15日於台灣苗栗縣造橋鄉的鐵路事故，當日一列自高雄發車的1006次EMU100型自強號列車（後方掛E224補助機車）在山線的134號誌站與南下1次莒光號（E234本務機車）發生側撞事故，造成30位乘客死亡112人輕重傷。

## 事故經過
當日下午四時，南下1次莒光號於134號誌站正轉轍軌道進入副正線當中交會列車，因當時設置於北上1006次EMU100型自強號機車端的ATS／ATW系統故障（而於高雄站出發時於列車編組尾端加掛E224輔助機車行駛），並且進入134號誌站疑似顯示綠燈為平安（上行進站號誌機；若上行出發號誌機顯示險阻，則上行進站號誌機應顯示黃燈為注意，以提醒減速），由於號誌站北側路線為向右彎道視線受阻，自強號司機員蘇金焜看到異狀時已來不及減速煞車，導致自強號列車邊撞莒光號還沒開入副線的第七節車廂，莒光號第七、八、九、十車廂及自強號前三節車廂出軌翻覆，這場事故導致30死112傷，自強號40ED102、40ET101報廢、莒光號35FPK10207、35FPK10209報廢，每位旅客賠償新臺幣3百萬元，時任中華民國行政院院長郝柏村、臺灣省政府主席連戰等中華民國政府官員也都到場視察及慰問傷患，同時時任臺灣鐵路管理局局長陳世芳以及自強號司機員蘇金焜皆被以業務過失致死罪起訴。司機員蘇金焜被判刑四年有期徒刑。

### 事故後續
部分台鐵司機員及家屬認為司機員蘇金焜自述在發車前已經告知當時高雄站該班自強號列車的ATS/ATW故障，且134號誌站被通報故障數週台鐵仍未維修，因此認為蘇金焜並非導致此次意外的主因，但皆被台鐵局否定，部份家屬與司機員甚至自掏腰包提供蘇金焜經濟協助。蘇金焜在服刑後表示自己不認同台鐵的事故報告，在開車前他早已提出設備異常的口頭報告，且號誌站故障這兩件事情台鐵皆不列入報告，有失公平，但是他自認有道義上的責任，所以被判刑並無異議。
事故發生地134號誌站隨著造橋至豐富路段雙軌工程完工，於1996年6月13日廢止。

## 外部連結
- 【法網專題】民國80年造橋火車對撞 30人死112傷 （页面存档备份，存于），華視新聞網，2011年1月4日報導，[2015年2月28日查閱]。
- 台灣大搜索》台鐵血淚 造橋火車對撞二十周年 （页面存档备份，存于），中時電子報，2011年2月13日報導，[2015年2月28日查閱]。